# Loudness war

Trend wzrastającej głośności można zaobserwować na przykładzie piosenki Something zespołu The Beatles. Na ilustracji zapis fali dźwiękowej z czterech remasterowanych wydań CD. Niekorzystny efekt zwiększania głośności widać między płytami z 1993 i 2000 roku, gdzie poziom cichych dźwięków jest zwiększony mocniej, niż najgłośniejszych. Tym samym zmniejsza się dynamika (różnica między cichymi i głośnymi partiami).

Loudness war (pol. wojna głośności) – tendencja we współczesnym przemyśle muzycznym, aby nagrywać, produkować i dystrybuować nagrania o coraz większej głośności i kompresji dynamiki. Celem takich zabiegów jest postrzeganie nagrań jako wyróżniających się wobec innych.
Kompresja dynamiki sprawia, że sztucznie zwiększa się pod względem natężenia dźwięki z pułapu najcichszych, przez co ogólnie cały utwór brzmi o wiele głośniej, nie ma już mowy o jakiejkolwiek naturalności brzmienia instrumentów.
Przy porównaniu dwóch nagrań o różnych poziomach prawdopodobne jest, że to głośniejsze zostanie ocenione jako brzmiące „lepiej i wyraźniej”. Wiąże się to ze sposobem, w jaki ludzkie ucho odbiera różne poziomy ciśnienia akustycznego: umiejętność rozróżniania zmian częstotliwości dźwięku zmienia się wraz ze zmianami w ciśnieniu akustycznym. Im bardziej to ciśnienie wzrasta, tym więcej niskich i wysokich dźwięków człowiek jest w stanie rozpoznać.

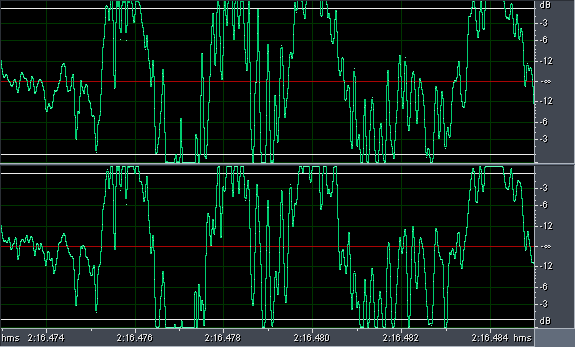
Przykład zjawiska clippingu po podniesieniu głośności nagrania

Podniesienie ogólnej głośności nagrania prowadzi do powstania utworów, które są maksymalnie głośne od początku do końca. Poziom głośności zostaje więc spłaszczony, a muzyka ma niewielki zakres dynamiki (tzn. małą różnicę między głośnymi i cichymi fragmentami). Mały zakres dynamiki sprawia, że słuchanie takich utworów staje się męczące. Dostrzegają to przedstawiciele przemysłu muzycznego np. inżynierowie dźwięku Doug Sax, Geoff Emerick. Powiększanie głośności utworów skrytykował też Bob Dylan, który stwierdził: Słucha się tych nowych płyt i są okropne, dźwięk je całkowicie przykrywa. Nie można niczego rozróżnić: ani wokalisty, niczego – zupełnie jak szum..
Ta sama technika (kompresja dynamiki) jest stosowana we wszystkich reklamach radiowych i telewizyjnych (reklamy są w odbiorze przez słuch kilka razy głośniejsze od filmów).
Drugim możliwym efektem jest zniekształcenie dźwięku, określane jako przesterowanie (ang. clipping). Medium cyfrowe nie może wygenerować sygnału większego niż jego pełna skala, dlatego też, jeśli poziom sygnału zostanie podwyższony powyżej tej granicy, fala dźwiękowa zostaje przycięta.

## Albumy
Przykłady albumów, na których zjawisko jest szczególnie słyszalne:
- Christina Aguilera – Back to Basics[6]
- Lily Allen – Alright, Still[3]
- Arctic Monkeys – Whatever People Say I Am, That's What I'm Not[7]
- Depeche Mode – Playing the Angel[8]
- The Flaming Lips – At War with the Mystics[7]
- Metallica – Death Magnetic[9]
- Muse – Black Holes and Revelations[10]
- Queens of the Stone Age – Songs for the Deaf[7]
- Red Hot Chili Peppers – Californication[6][7]
- Rush – Vapor Trails[11]
- Santana – Supernatural[12]
- Sting – Brand New Day[12]
- The Stooges – Raw Power (1997 remix)[7]